# Joaquim Riera i Bertran
Joaquim Riera i Bertran (Girona, 25 de gener de 1848 - Barcelona, 15 de març de 1924) fou un polític i escriptor català. Estudià dret a la Universitat de Barcelona i va exercir un temps de jutge a Girona. Membre del partit federal de Francesc Pi i Margall, es presentà a les eleccions generals espanyoles de 1869, però no fou escollit. El 1873 fou escollit alcalde de Girona, amb només 25 anys, i diputat a les Corts Generals de la Primera República Espanyola tot i que es va declarar incapacitat i va ésser substuït per Domènec Puigoriol en l'acta de diputat. El 1876 deixà el càrrec per a treballar com a secretari de la Diputació de Barcelona.
El 1867 va obtenir el primer premi al primer accèssit dels Jocs Florals de la ciutat de Barcelona i el 1870 participació en la fundació de la Jove Catalunya. Va fer amistat amb Narcís Oller, a qui va presentar al cercle d'intel·lectuals de La Renaixensa, i amb Àngel Guimerà. El 1885 fou un dels fundadors de l'Associació d'Autors Catalans, per tal de difondre el teatre català.
Anys més tard presidí la Unió Catalanista, de la que en fou un dels primers promotors, i l'Associació Catalanista d'Excursions Científiques. Col·laborà en la premsa de la Renaixença catalana, especialment en Lo Gai Saber, La Ilustració Catalana i La Tomasa. Participà diverses vegades als Jocs Florals de Barcelona, guanyant diversos premis i essent proclamat Mestre en Gai Saber el 1890. Com a escriptor fou molt prolífic, i es decantà sobretot pel teatre romàntic o festiu, però també fou un poeta sentimental i romàntic.

## Obres

### Teatre
- 1871, 9 de maig. Caritat. Drama en quatre actes i en vers. Estrenat al teatre Romea de Barcelona.
- 1872. Robinson petit.
- 1872, 11 d'abril. Les veïnes, comèdia en un acte, estrenada al teatre Romea de Barcelona.
- 1874, 19 de febrer. L'agraïment, estrenada al teatre Romea de Barcelona.
- 1874. Els comediants del segon pis.
- 1875. Bernat Pescaire. Comèdia en dos actes i en vers, estrenada al teatre de l'Odèon de Barcelona. (Joan Maluquer Viadot. Teatre catalá Estudi Historich – crítich Barcelona 1878 pàg. 42)
- 1876, 3 de juny. El testament de l'oncle. Comèdia en un acte i en vers, estrenada al teatre del Bon Retir de Barcelona.
- 1877, 12 de juliol. La majordoma. Comèdia de costums catalans en dos actes dividits en tres quadres. Estrenada al teatre del Bon Retir de Barcelona.
- 1879, 28 d'octubre. De mort a vida. Drama en tres actes i en vers, estrenat al teatre Romea de Barcelona, la nit del 28 d'octubre de 1879. L'acció té lloc a Girona, l'any 1808.[1]
- 1881, 20 de novembre. Si fa o no fa, comèdia en un acte, estrenada al teatre Romea de Barcelona.
- 1882, 10 d'octubre. Corona d'espines. Drama en tres actes i en vers, estrenat al teatre Romea de Barcelona.
- 1885, 17 de febrer. La relliscada, comèdia en un acte, estrenada al teatre Romea de Barcelona.
- 1887, 19 de gener. Gent de mar. Drama en tres actes, estrenat al Teatre Catalunya de Barcelona.
- 1887, 17 de novembre. L'espurna, comèdia en un acte, estrenada al teatre Romea de Barcelona.
- 1892, 8 de gener. El promès. Drama de costums catalans en tres actes i en vers, estrenat al teatre de Novetats de Barcelona.
- 1893, 19 de desembre. L'hostalera de la vall. Drama de costums catalans en un pròleg i quatre actes. Estrenat al teatre Novetats de Barcelona.
- 1896. Lo testament de l'oncle.
- L'Avi, quadre dramàtic en un acte
- Lo núvol negre, drama en 3 actes
- Com l'anell al dit, comèdia en 3 actes
- La pubilleta, comèdia en dos actes
- Una orga de gats, comèdia en dos actes
- La nena, comèdia en un acte
- La padrina, comèdia en un acte
- Lo padrí, comèdia en un acte
- Tocats de l'ala, comèdia en un acte
- Un diputat a Corts, comèdia en un acte

### Poesia
- Cançons del temps (1874)
- Mel i fel (1877)
- Cent faules (1880)
- Llibre de sonets (1888)
- Faules velles (faules noves) (1920)

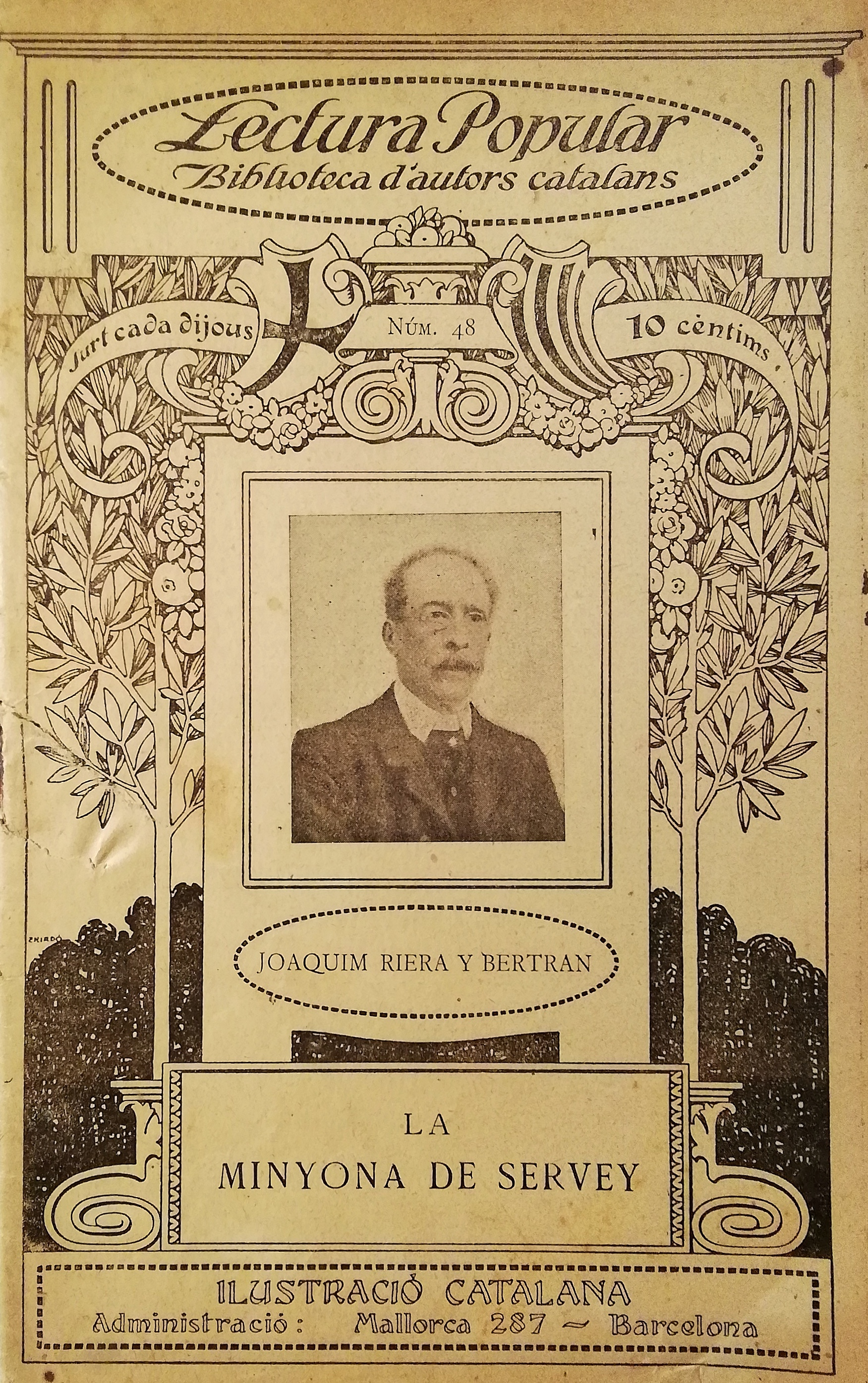
La minyona de servei - Les balles - Lo comiat - Narracions aplegades dins la col·lecció Lectura Popular Biblioteca d'autors catalans, l'any 1914 de La Il·lustració Catalana.

### Prosa
- Historia del siti de Girona en l'any 1809, endereçada á les classes populars (1868). Dues edicions.
- Història d'un Pagès (novel·la), obra premiada als Jocs Florals del 1869 i publicada al mateix any.[2]
- Lo vicari nou (novel·la)
- Deu narracions
- Los comediants del segon pis
- Rei cavaller (narració novel·lesca)

### Altres
- El catolicismo y la república federal (1873)
- Escenes de la vida pagesa (1878)
- Escenes de ciutat
- Cançons de nois i noies (Música de Josep Rodoreda, il·lustracions d'Apel·les Mestres)
- (Breviari de nois i noies), potser publicat?
- (Abecedari d'un catalanista vell), potser publicat?

### Obres presentades als Jocs Florals de Barcelona[3]
- La musa popular (1882), Premi de la Flor Natural[4]
- Honres. Pro fidelibus defunctis (1916)
- Recordant a en Maragall (1917)
- Faulesques (1919)
- Romanç Montserratí (1921)
- Espigoleig (1921)
- Noyet Amor (1921)
- Recordatori (1922)